# Hayat Mirshad
Hayat Mirshad (àrab: حياة مرشاد, Ḥayāt Mirxād) (Líban, 1988) és una periodista, formadora i activista feminista libanesa.
És llicenciada per la Universitat Libanesa en literatura anglesa i diplomada per la Universitat Americana de Beirut en un curs de gènere en el desenvolupament humà i l'ajuda humanitària.
Des del 2007 ha coordinat i dirigit diversos projectes i campanyes sobre igualtat de gènere i drets de les dones al Líban. És cofundadora i codirectora de FE-MALE, un col·lectiu feminista sense ànim de lucre. També és la responsable de comunicació de l'entitat The Lebanese Democratic Women's Gathering RDFL, organització nascuda el 1976 que treballa per a la plena igualtat de gènere al Líban.
Forma part de la iniciativa Gender Innovation Agora impulsada per l'oficina a la regió àrab de ONU Dones.
El 2012 Hayat Mirshad inicià com a directora en cap el primer programa de ràdio feminista del país amb el títol Sharika wa Laken ("parella teva però no en igualtat" en català). El programa disposa d'un web de seguiment de campanyes, protestes i de denúncies impulsades per dones.
El 2020 es reconeguda per la seva influència i formà part de la llista de "100 dones de l'any" impulsada per la BBC britànica.